# Architectonica
Pour les articles homonymes, voir Architectonica (homonymie).
Pour le cabinet d'architectes, voir Arquitectonica.
Genre
Architectonica est un genre de mollusques gastéropodes de la famille des Architectonicidae.

## Liste des espèces
Selon World Register of Marine Species (13 décembre 2014) :
- Architectonica arcana Bieler, 1993
- Architectonica consobrina Bieler, 1993
- Architectonica grandiosa Iredale, 1931
- Architectonica gualtierii Bieler, 1993
- Architectonica karsteni Rutsch, 1934
- Architectonica kochii Dall, 1909
- Architectonica laevigata (Lamarck, 1816)
- Architectonica maculata (Link, 1807)
- Architectonica maxima (Philippi, 1849)
- Architectonica modesta (Philippi, 1849)
- Architectonica nobilis Röding, 1798
- Architectonica perdix (Hinds, 1844)
- Architectonica perspectiva (Linnaeus, 1758)
- Architectonica proestleri Alf & Kreipl, 2001
- Architectonica purpurata (Hinds, 1844)
- Architectonica regia (Hanley, 1862)
- Architectonica stellata (Philippi, 1849)
- Architectonica taylori (Hanley, 1862)
- Architectonica trochlearis (Hinds, 1844)

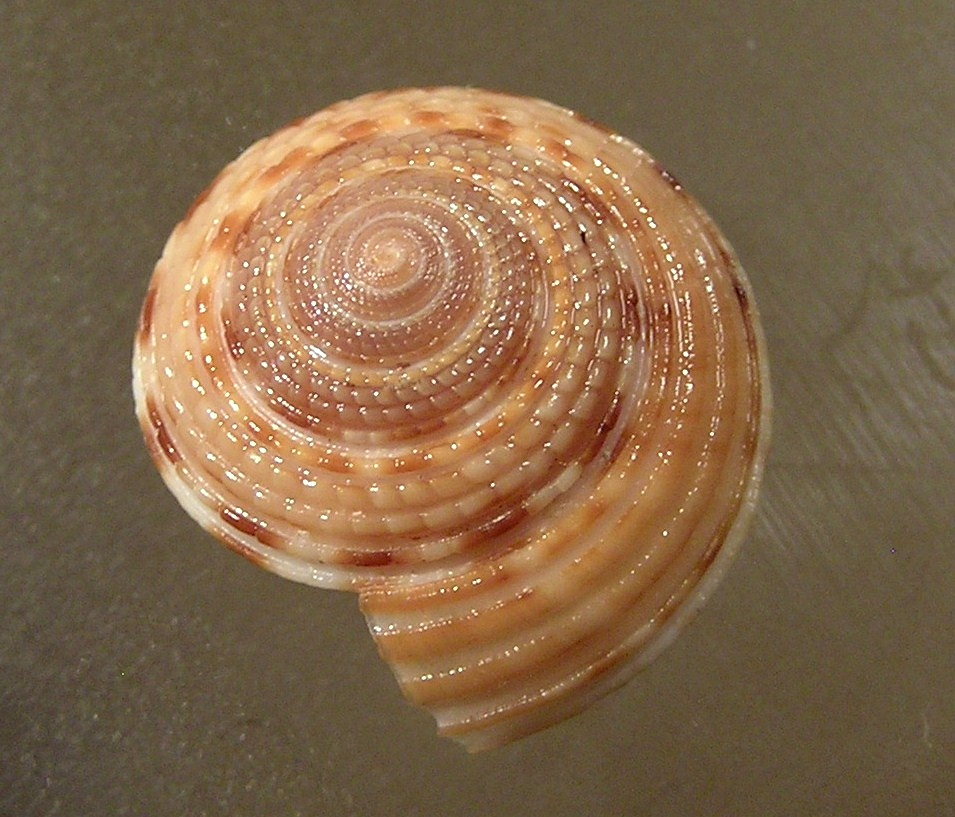
Architectonica consobrina
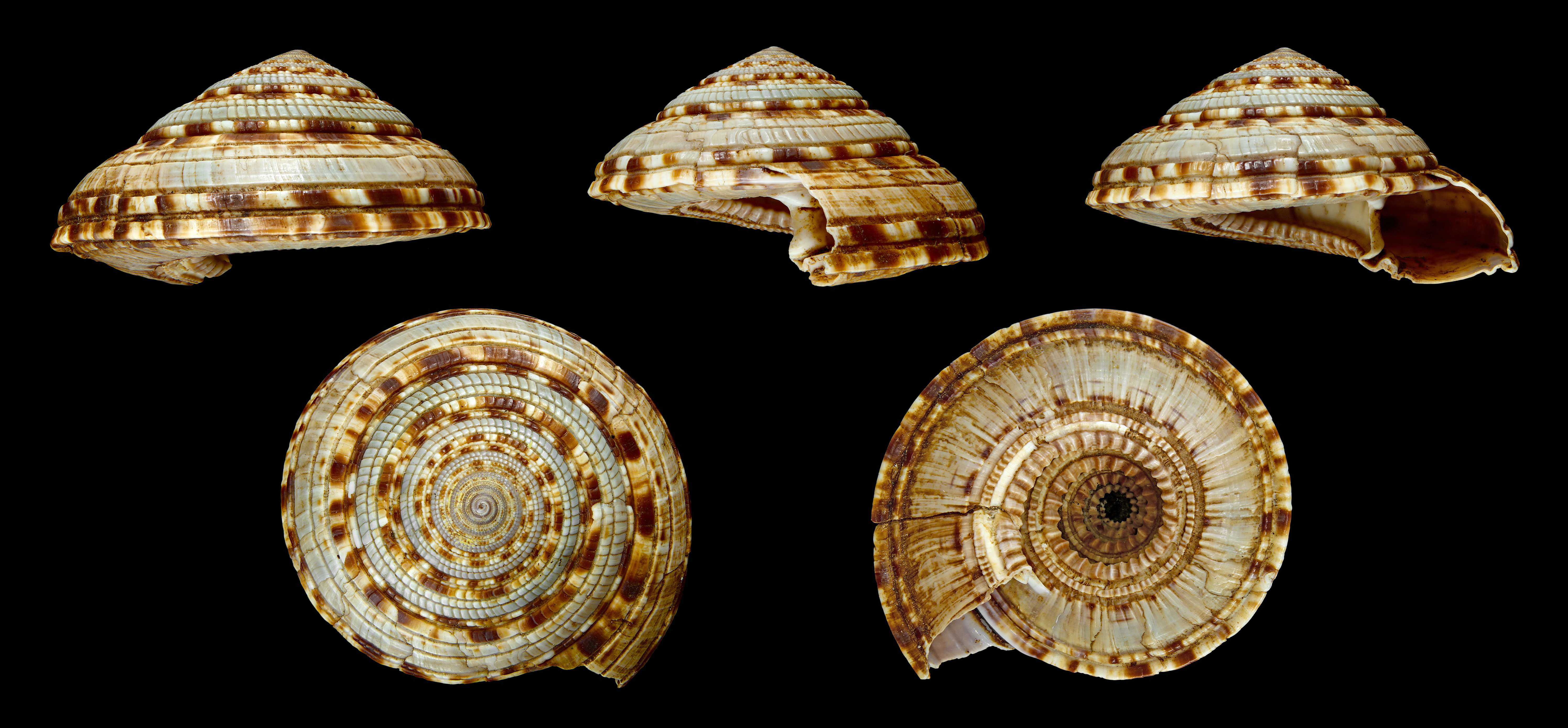
Architectonica maxima
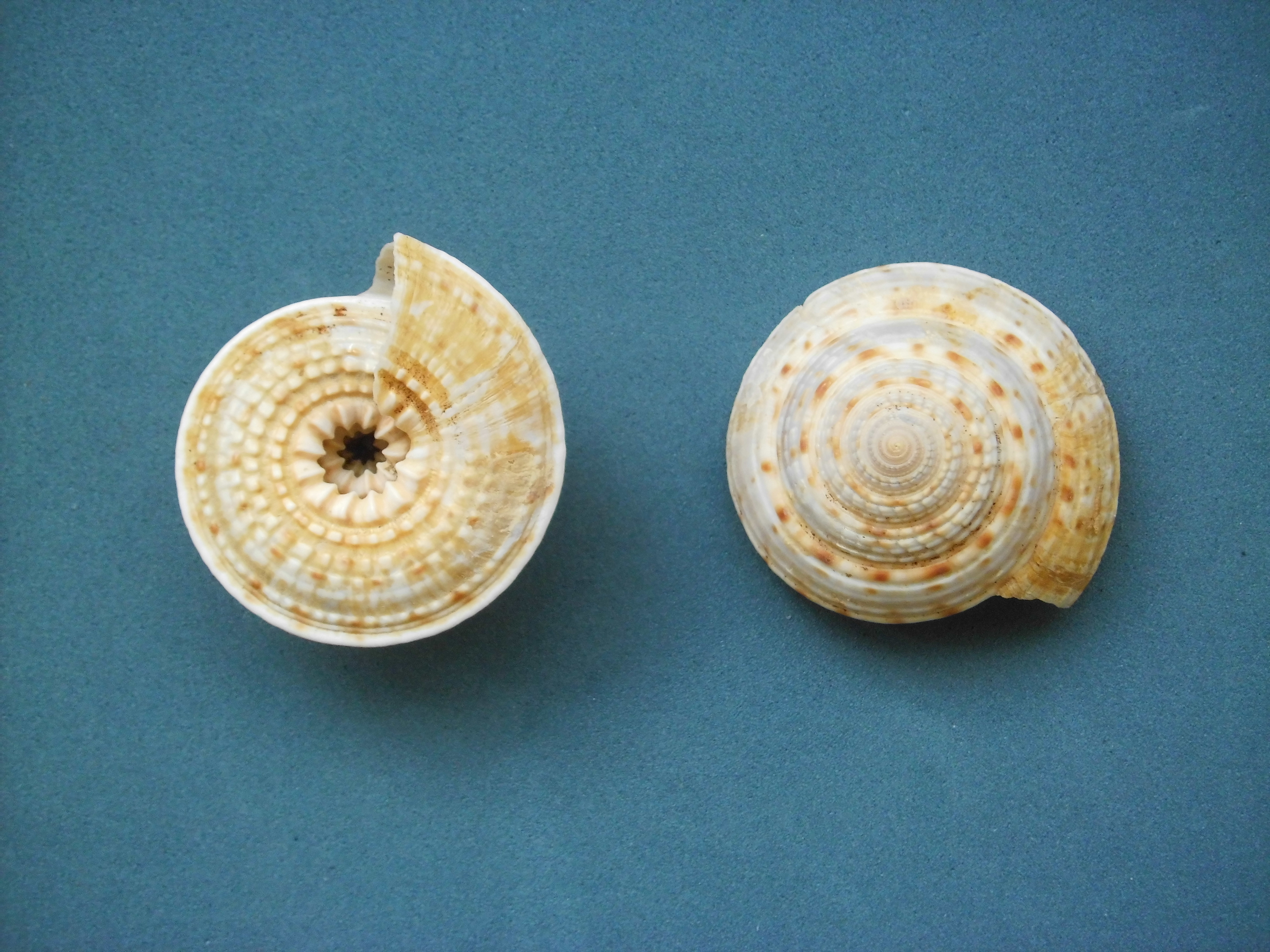
Architectonica nobilis
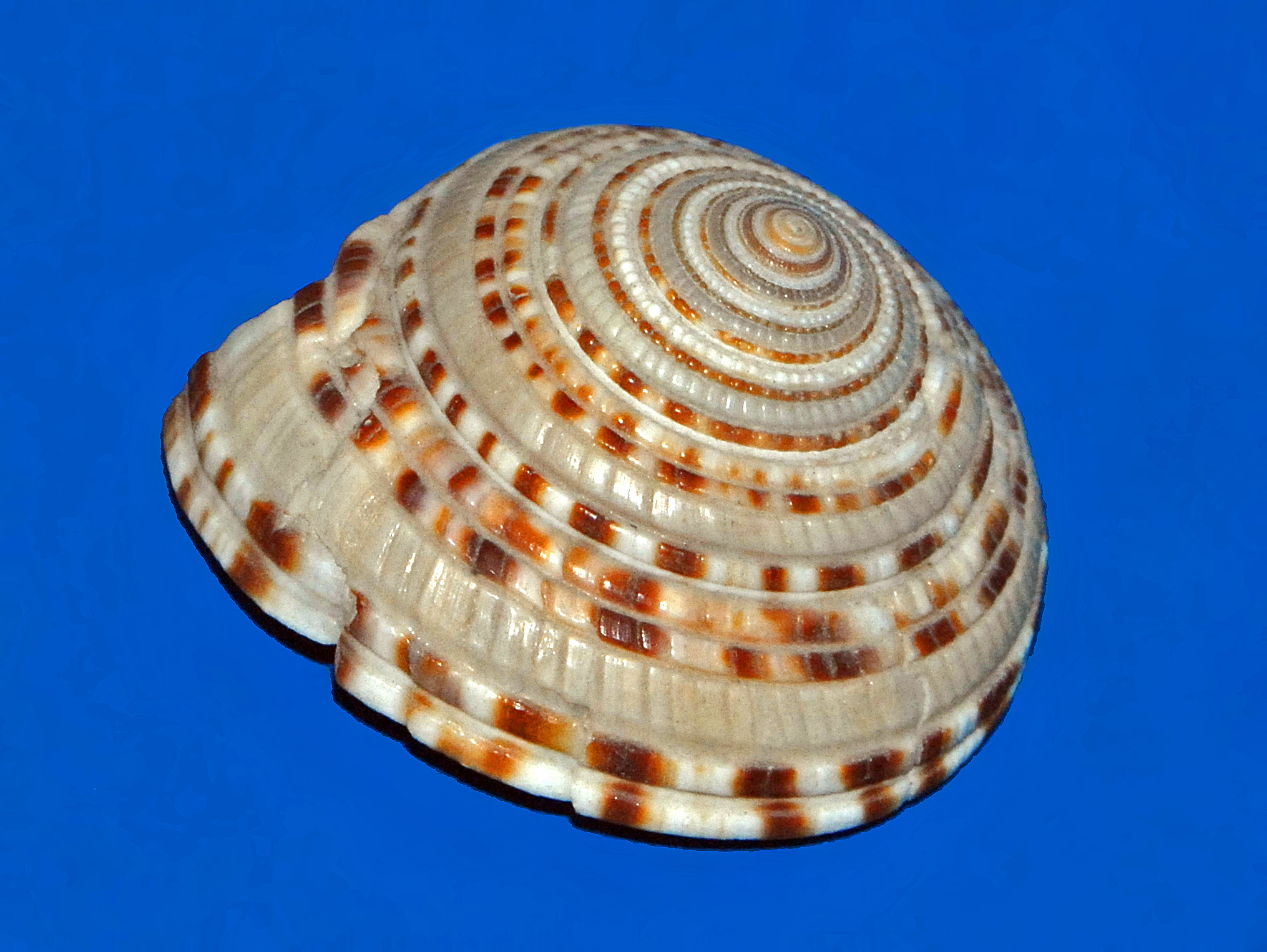
Architectonica perdix
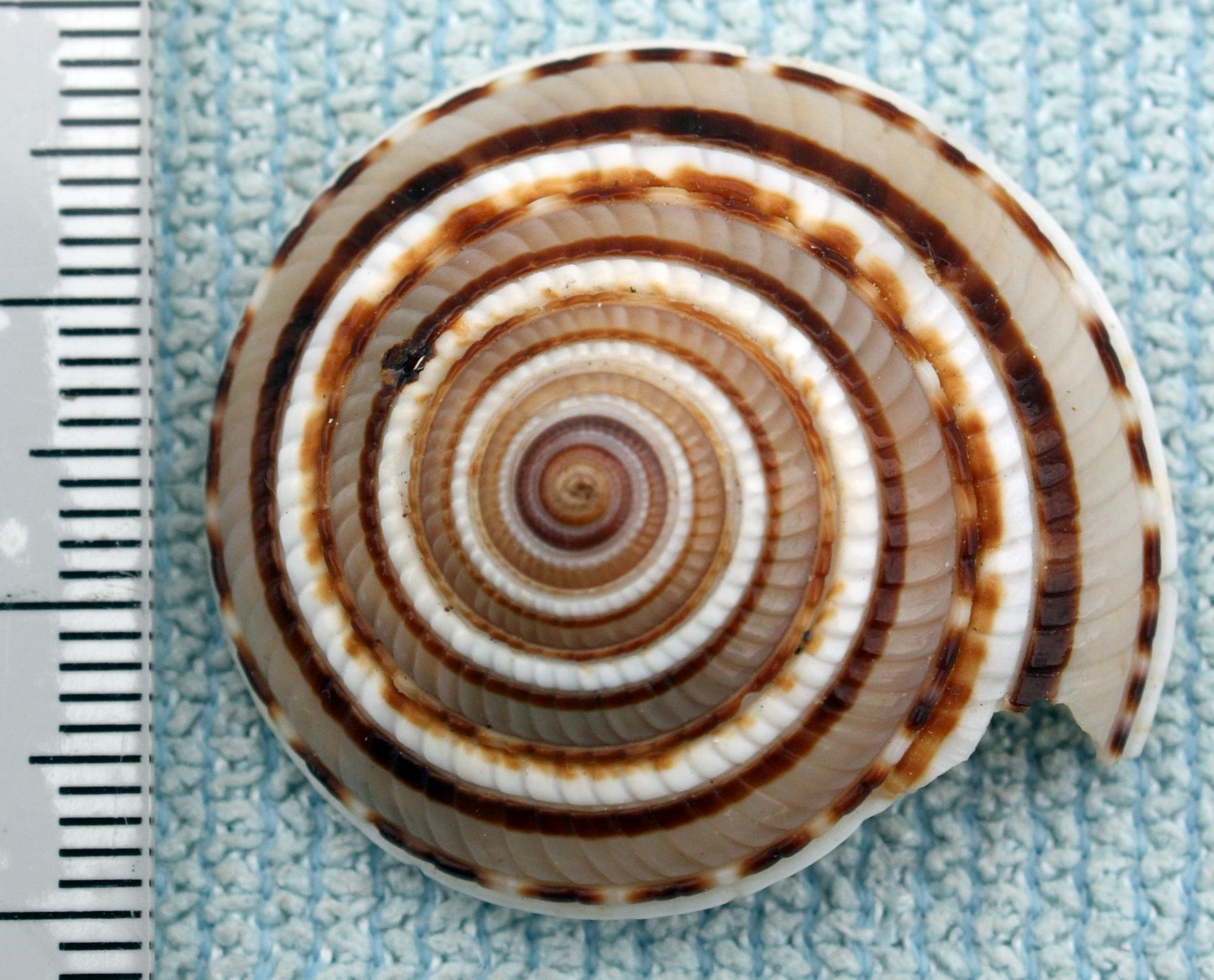
Architectonica perspectiva
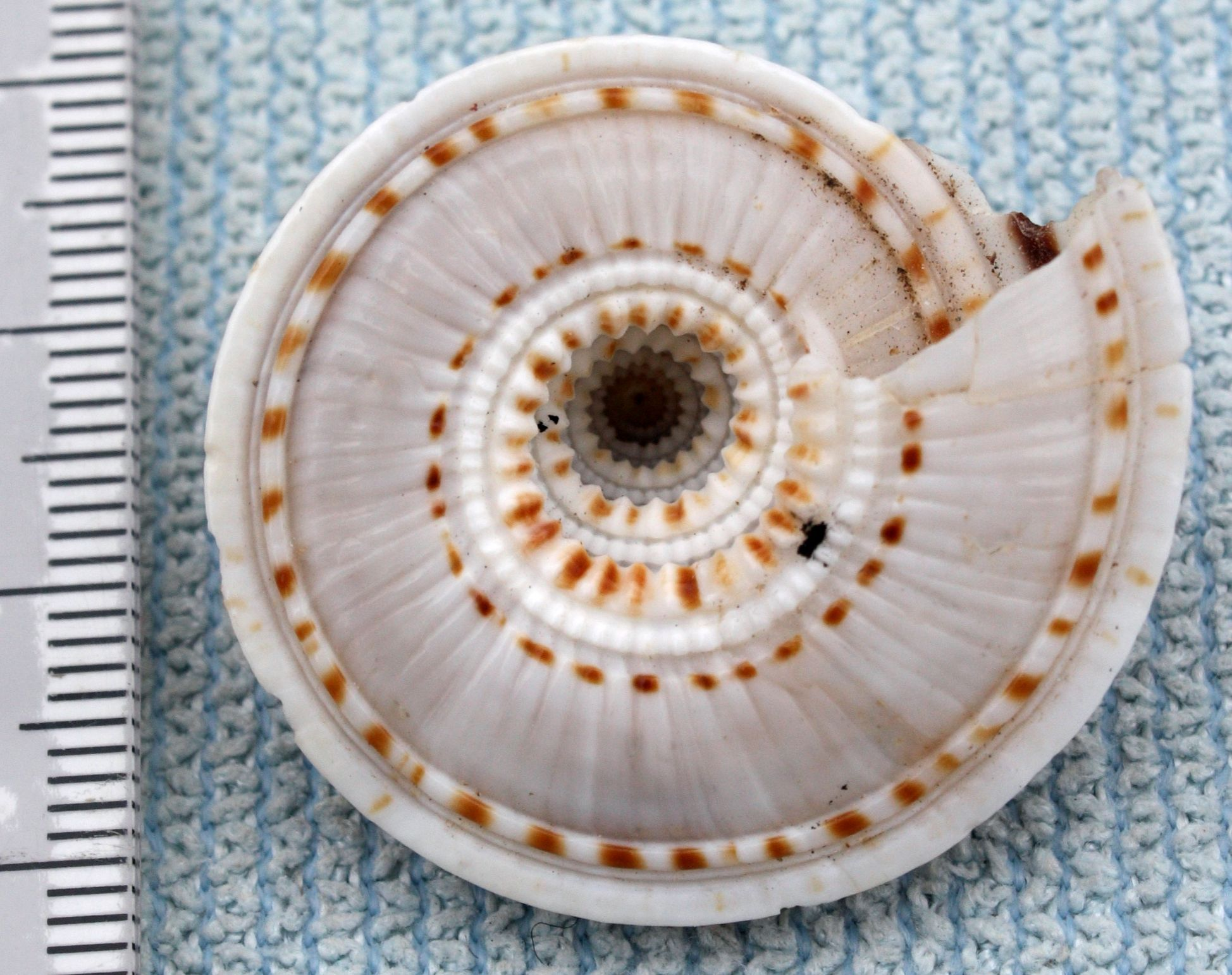
Architectonica perspectiva
Architectonica maculata